# مهرجان المربد الشعري
مهرجان شعري تقيمه وزارة الثقافة في العراق منذ عام 1971م ويشارك فيه العديد من الشعراء والأدباء العراقيين والعرب . ويستمد المهرجان عنوانه من سوق المِربَد التي كانت تقع في قضاء الزبير ضمن محافظة البصرة، وهي أشبه بسوق عكاظ قبل الإسلام، وكانت السوق مخصصة لبيع الابل والبغال قبل أن تتحول خلال العصر الأموي إلى ملتقى للشعراء والأدباء والنحاة الذين كانوا يجتمعون فيها وينظمون مناظرات شعرية وحلقات نقاشية وفكرية، وبخلاف الأسواق الأدبية الأخرى التي كانت مخصصة لأقوام الجزيرة العربية، كانت سوق المربد متسعاً لأعراق مختلفة من فرس وصينيين وهنود وأقباط وعرب، ومن أبرز شعراء المربد جرير والفرزدق وبشار بن برد وأبو نواس، كما أن الجاحظ والكندي وسيبويه والأصمعي والفراهيدي كانوا من أشهر رواد السوق التي تعرضت إلى الاندثار قبل قرون .